# Associazione Sportiva Calcio Femminile Bardolino Verona 83 2003-2004
Questa voce raccoglie le informazioni riguardanti l'Associazione Sportiva Calcio Femminile Bardolino Verona 83 nelle competizioni ufficiali della stagione 2003-2004.

## Stagione
La stagione si apre con l'annuncio della dirigenza del cambio del tecnico, con Walter Bucci, ex calciatore di Sommacampagna e Officine Bra, che rileva Anna Maria Mega sulla panchina della squadra. Nuovo è anche lo sponsor principale, la cooperativa Verona 83, mentre la Poliplast, da otto anni con la società gialloblu, rimane come sponsor partner.
La campagna acquisti è caratterizzata da uno scambio di alcuni elementi con la A.D. Decimum Lazio tramite la formula del prestito, oltre all'integrazione di due calciatrici in arrivo dalle campionesse d'Italia del Foroni Verona.
In campionato, dopo un avvio piuttosto difficoltoso che vede le squadra perdere otto delle dodici partite fino della prima parte, chiudendo la sessione al decimo posto, nella seconda parte la squadra si rivela più competitiva, vincendo sette incontri e portandosi così al settimo posto e una conseguente agevole salvezza.
In Coppa Italia il percorso delle gialloblu si interrompe già al quinto turno. Il Bardolino, dopo aver superato non senza difficoltà il quarto turno, battendo il VeneziaJesolo solo ai tiri di rigore dopo che i tempi regolamentari si erano chiusi a reti inviolate, non supera il turno successivo venendo eliminato dall'ACF Milan che vince l'incontro casalingo per 1-0.

## Divise e sponsor
La tenuta da gioco è formata da maglia gialla, pantaloncini blu e calzettoni gialli, o in alternativa completamente gialla. Lo sponsor principale è la cooperativa Verona 83.
|  | 1ª divisa |

## Organigramma societario
Area tecnica
- Allenatore: Walter Bucci[1]
- Preparatore dei portieri: Gianni Avesani[1]
- Preparatore atletico: Massimo Bucci[1]

## Rosa
| N. |                   | Ruolo | Calciatrice       |
| -- | ----------------- | ----- | ----------------- |
|    | Italia (bandiera) | P     | Paola Bianchi     |
|    | Italia (bandiera) | P     | Felletto          |
|    | Italia (bandiera) | D     | Sabrina Ghinazzi  |
|    | Italia (bandiera) | D     | Valentina Morati  |
|    | Italia (bandiera) | D     | Giorgia Motta     |
|    | Italia (bandiera) | D     | Laura Neboli      |
|    | Italia (bandiera) | D     | Ilenia Nicoli     |
|    | Italia (bandiera) | D     | Ilenia Sancassani |
|    | Italia (bandiera) | C     | Laura Barbierato  |
|    | Italia (bandiera) | C     | Veronica Brutti   |

| N. |                    | Ruolo | Calciatrice         |
| -- | ------------------ | ----- | ------------------- |
|    | Italia (bandiera)  | C     | Elena Ficarelli     |
|    | Italia (bandiera)  | C     | Debora Mascanzoni   |
|    | Italia (bandiera)  | C     | Marina Pellizzer    |
|    | Italia (bandiera)  | C     | Alessia Tuttino     |
|    | Italia (bandiera)  | C     | Sara Zanotti        |
|    | Italia (bandiera)  | A     | Chiara Battistoli   |
|    | Italia (bandiera)  | A     | Erika Croce         |
|    | Italia (bandiera)  | A     | Maria Ilaria Pasqui |
|    | Brasile (bandiera) | A     | Zangao              |

## Calciomercato

### Sessione estiva
| Acquisti | Acquisti        | Acquisti           | Acquisti         |
| R.       | Nome            | da                 | Modalità         |
| -------- | --------------- | ------------------ | ---------------- |
| D        | Ilenia Nicoli   | Foroni Verona      | svincolata       |
| C        | Silvia Casali   | A.D. Decimum Lazio | prestito         |
| C        | Elena Ficarelli | Foroni Verona      | svincolata       |
| C        | Alessia Tuttino | Rivignano          | rinnovo prestito |
| A        | Erika Croce     | A.D. Decimum Lazio | prestito         |

| Cessioni | Cessioni               | Cessioni           | Cessioni   |
| R.       | Nome                   | a                  | Modalità   |
| -------- | ---------------------- | ------------------ | ---------- |
| P        | Francesca Berti        | Foroni Verona      | svincolata |
| C        | Alessandra Magnaguagno |                    |            |
| A        | Valentina Boni         | A.D. Decimum Lazio | prestito   |
| A        | Maria Ilaria Pasqui    | A.D. Decimum Lazio | svincolata |

### Sessione invernale
| Acquisti | Acquisti            | Acquisti           | Acquisti   |
| R.       | Nome                | da                 | Modalità   |
| -------- | ------------------- | ------------------ | ---------- |
| A        | Maria Ilaria Pasqui | A.D. Decimum Lazio | svincolata |

| Cessioni | Cessioni | Cessioni | Cessioni |
| R.       | Nome     | a        | Modalità |
| -------- | -------- | -------- | -------- |
|          |          |          |          |

## Risultati

### Serie A

#### Girone di andata
| Calmasino, Bardolino 13 settembre 2003, ore 15:00 CEST 1ª giornata | Bardolino Verona 83 | 2 – 0 | Torino | Stadio comunale Belvedere |

20 settembre 2003, 2ª giornata: il Bardolino Verona 83 riposa.
| 4 ottobre 2003 3ª giornata | Vallassinese Holcim | 2 – 1 | Bardolino Verona 83 |  |

| Calmasino, Bardolino 11 ottobre 2003, ore 15:30 CEST 4ª giornata | Bardolino Verona 83 | 1 – 4 | Bergamo R | Stadio comunale Belvedere |

| Arbitro: | Borsellini (Gubbio) |

|             |           |  |
| Fuselli 75’ | Marcatori |  |

| Arbitro: | De Toni (Schio) |

|                      |           |                                   |
| Zangao 12’ Croce 51’ | Marcatori | 7’, 90’ José 62’ Bologna 73’ Piva |

| 15 novembre 2003, ore 14:30 CET 7ª giornata | ACF Milan | 1 – 0 | Bardolino Verona 83 |  |

| Calmasino, Bardolino 22 novembre 2003, ore 14:30 CET 8ª giornata | Bardolino Verona 83 | 4 – 1 | Como 2000 | Stadio comunale Belvedere |

| Arbitro: | Chericoni (Pisa) |

|            |           |                      |
| Nasuti 10’ | Marcatori | 61’ Croce 75’ Brutti |

| Arbitro: | Caissutti (Udine) |

|  |           |                                                      |
|  | Marcatori | 4’ (aut.) Bianchi 12’, 32’, 37’ Guarino 73’ Pedersen |

| Verona 13 dicembre 2003, ore 14:30 CET 11ª giornata | Foroni Verona | 7 – 0 | Bardolino Verona 83 |  |

| Calmasino, Bardolino 22 dicembre 2003, ore 14:30 CET 12ª giornata | Bardolino Verona 83 | 1 – 2 | A.D. Decimum Lazio | Stadio comunale Belvedere |

| Arbitro: | Rondoletti (Torino) |

|                       |           |                      |
| Hofer 29’ (rig.), 89’ | Marcatori | 50’ Croce 55’ Pasqui |

#### Girone di ritorno
| 17 gennaio 2004, ore 14:30 CET 14ª giornata | Torino | 0 – 4 | Bardolino Verona 83 |  |

24 gennaio 2004, 15ª giornata: il Bardolino Verona 83 riposa.
| Calmasino, Bardolino 31 gennaio 2004, ore 14:30 CET 16ª giornata | Bardolino Verona 83 | 2 – 1 | Vallassinese Holcim | Stadio comunale Belvedere |

| 7 febbraio 2004, ore 14:30 CET 17ª giornata | Bergamo R | 1 – 0 | Bardolino Verona 83 |  |

| Calmasino, Bardolino 21 febbraio 2004, ore 15:00 CET 18ª giornata | Bardolino Verona 83 | 3 – 1 | Agliana | Stadio comunale Belvedere |

| Tavagnacco 28 febbraio 2004, ore 14:30 CET 19ª giornata | Letti Cosatto Tavagnacco | 0 – 2 referto   | Bardolino Verona 83 | Stadio comunale |
| \| \| \| \| \| \| Marcatori \| 35’, 81’ Zangao \|       |                          |                 |                     |                 |
|                                                         |                          |                 |                     |                 |
|                                                         | Marcatori                | 35’, 81’ Zangao |                     |                 |

| Calmasino, Bardolino 6 marzo 2004, ore 15:00 CET 20ª giornata | Bardolino Verona 83 | 0 – 1 | ACF Milan | Stadio comunale Belvedere |

| 7 aprile 2004, ore 18:00 CEST 21ª giornata | Como 2000 | 1 – 1 | Bardolino Verona 83 |  |

| Arbitro: | Perisan (Udine) |

|           |           |  |
| Croce 31’ | Marcatori |  |

| Castelsardo 3 aprile 2004, ore 16:00 CEST 23ª giornata | Torres Terra Sarda | 0 – 0 referto | Bardolino Verona 83 | Stadio comunale (ca. 300 spett.)\| Arbitro: \| Farinelli (Roma) \| |
| Arbitro:                                               | Farinelli (Roma)   |               |                     |                                                                    |

| Calmasino, Bardolino 17 aprile 2004, ore 16:00 CEST 24ª giornata | Bardolino Verona 83 | 1 – 2 | Foroni Verona | Stadio comunale Belvedere |

| Roma 17 aprile 2004, ore 16:00 CEST 25ª giornata | A.D. Decimum Lazio | 4 – 2 | Bardolino Verona 83 | Stadio Flaminio |

| Calmasino, Bardolino 8 maggio 2004, ore 16:00 CEST 26ª giornata | Bardolino Verona 83 | 5 – 2 | Fiammamonza | Stadio comunale Belvedere |

### Coppa Italia
| Zelarino 6 gennaio 2004, ore 14:30 CET Quarto turno | VeneziaJesolo        | 0 – 0 (d.t.s.) | Bardolino Verona 83 | Stadio comunale |
| \| \| \| \| \| \| Tiri di rigore 2 – 4 \| \|        |                      |                |                     |                 |
|                                                     |                      |                |                     |                 |
|                                                     | Tiri di rigore 2 – 4 |                |                     |                 |

| 14 febbraio 2004, ore 14:30 CET Quinto turno | ACF Milan | 1 – 0 | Bardolino Verona 83 |  |

## Statistiche

### Statistiche di squadra
| Competizione | Punti | In casa | In casa | In casa | In casa | In casa | In casa | In trasferta | In trasferta | In trasferta | In trasferta | In trasferta | In trasferta | Totale | Totale | Totale | Totale | Totale | Totale | DR |
| Competizione | Punti | G       | V       | N       | P       | Gf      | Gs      | G            | V            | N            | P            | Gf           | Gs           | G      | V      | N      | P      | Gf     | Gs     | DR |
| ------------ | ----- | ------- | ------- | ------- | ------- | ------- | ------- | ------------ | ------------ | ------------ | ------------ | ------------ | ------------ | ------ | ------ | ------ | ------ | ------ | ------ | -- |
| Serie A      | 30    | 12      | -       | -       | -       | -       | -       | 12           | -            | -            | -            | -            | -            | 24     | 9      | 3      | 12     | 36     | 43     | -7 |
| Coppa Italia | -     | 0       | 0       | 0       | 0       | 0       | 0       | 2            | 0            | 1            | 1            | 0            | 1            | 2      | 0      | 1      | 1      | 0      | 1      | -1 |
| Totale       | -     | 12      | -       | -       | -       | -       | -       | 14           | -            | -            | -            | -            | -            | 26     | 9      | 4      | 13     | 36     | 44     | -8 |

### Andamento in campionato
| Giornata  | 1 | 2 | 3 | 4 | 5 | 6  | 7 | 8 | 9 | 10 | 11 | 12 | 13 | 14 | 15 | 16 | 17 | 18 | 19 | 20 | 21 | 22 | 23 | 24 | 25 | 26 |
| --------- | - | - | - | - | - | -- | - | - | - | -- | -- | -- | -- | -- | -- | -- | -- | -- | -- | -- | -- | -- | -- | -- | -- | -- |
| Luogo     | C | - | T | C | T | C  | T | C | T | C  | T  | C  | T  | T  | -  | C  | T  | C  | T  | C  | T  | C  | T  | C  | T  | C  |
| Risultato | V | - | P | P | P | P  | P | V | V | P  | P  | P  | N  | V  | -  | V  | P  | V  | V  | P  | V  | V  | N  | P  | P  | V  |
| Posizione | 3 |   |   |   |   | 12 |   |   |   |    |    |    | 10 |    |    |    |    |    |    |    |    |    | 7  |    |    | 7  |

Legenda:

Luogo: C = Casa; T = Trasferta. Risultato: V = Vittoria; N = Pareggio; P = Sconfitta.

### Statistiche delle giocatrici
| Giocatore | Serie A  | Serie A | Serie A     | Serie A    | Coppa Italia | Coppa Italia | Coppa Italia | Coppa Italia | Totale   | Totale | Totale      | Totale     |
| Giocatore | Presenze | Reti    | Ammonizioni | Espulsioni | Presenze     | Reti         | Ammonizioni  | Espulsioni   | Presenze | Reti   | Ammonizioni | Espulsioni |
| --------- | -------- | ------- | ----------- | ---------- | ------------ | ------------ | ------------ | ------------ | -------- | ------ | ----------- | ---------- |